# Wissadula cuspidata
Wissadula cuspidata är en malvaväxtart som först beskrevs av Robert Elias Fries, och fick sitt nu gällande namn av Bovini. Wissadula cuspidata ingår i släktet Wissadula och familjen malvaväxter. Inga underarter finns listade i Catalogue of Life.